# One Less Lonely Girl
Singles de Justin Bieber
One Time
(2009) Love Me
(2009)
One Less Lonely Girl est une chanson du chanteur canadien Justin Bieber.
La chanson a été écrite et produite par le mentor de Justin, Usher, par Ezekiel Lewis, par Balewa Muhammad de The Clutch, et par le duo A-Rex Sean Hamilton et Hyuk Shin. Elle a été publiée exclusivement sur iTunes en tant que deuxième single de son premier album studio, My World, le 6 octobre 2009, puis a commencé peu de temps après à être diffusée sur les radios américaines.

## Clip
Dans le clip-vidéo, Justin tente de séduire une fille qu'il rencontre dans une laverie automatique, en l'entraînant dans une chasse au trésor. Il lui laisse des petits messages et dessine des flèches pour qu'elle le trouve.

## Réception
La chanson a été plutôt bien reçue et a souvent été comparée à la musique pop et R&B de Chris Brown et de Beyoncé[réf. nécessaire]. Ce fut un succès aux États-Unis et au Canada, atteignant la seizième et la dix-septième places respectivement dans les hit-parade américain et canadien. Elle est aussi rentrée dans le top-30 en Belgique (Flandres) et en Allemagne, et est rentrée dans les classements en Autriche et au Royaume-Uni.

## En concert
Justin a interprété la chanson dans un grand nombre de prestations live, dont durant sa promotion aux États-Unis, le Jingle Ball tour, le Fearless Tour, et dans Dick Clark's New Year's Rockin' Eve with Ryan Seacrest.
Durant son My World Tour et son Believe Tour, Justin Bieber interprète One Less Lonely Girl en faisant monter chaque fois une fan différente sur scène, chante pour elle et lui offre un bouquet de roses. Et lorsque sa plus grande fan, Mrs Bieber, décède il lui dédie sa performance sur cette chanson lors du premier show du Believe Tour alors que ses fans ont des pancartes en formes de cœurs où il y a écrit « Avalanna ».

## Certifications
| Pays       | Association  | Certification | Ventes/Équivalence |
| ---------- | ------------ | ------------- | ------------------ |
| Canada     | Music Canada | or            | 40 000             |
| États-Unis | RIAA         | 3x platine    | 3 000 000          |